# Dmitrij Stepanovič Bortnjanskij
Dmitrij Stepanovič Bortnjanskij (in russo Дмитрий Степанович Бортнянский?; in ucraino Дмитро Степанович Бортнянський?, Dmytro Stepanovyč Bortnjans'kyj; Hluchiv, 28 ottobre 1751 – San Pietroburgo, 10 ottobre 1825) è stato un compositore ucraino di origine ucraina. Bortnjanskij è un riferimento centrale nella storia musicale sia della Russia sia dell'Ucraina ed entrambe le nazioni lo rivendicano come parte della propria cultura nazionale..
Compose in svariati stili musicali, tra i quali composizioni corali in francese, italiano, latino, tedesco, slavo ecclesiastico e russo.

## Biografia
Bortnjanskij nacque a Hluchiv (nell''Etmanato, Hetmanato o Atamanato cosacco). All'età di sette anni dimostrò il suo prodigioso talento musicale nel coro della chiesa locale che gli offrì l'opportunità di andare nella capitale dell'impero per cantare nel Coro della Cappella Imperiale. Qui egli studiò musica e composizione sotto la guida del maestro della cappella imperiale, il compositore veneziano Baldassarre Galuppi, con il quale ebbe un legame profondo. Quando Galuppi lasciò la Russia per tornare in Italia nel 1769, Bortnjanskij lo seguì. In Italia Bortnjanskij guadagnò grande successo componendo opere: Creonte (1776) e Alcide (1778) a Venezia e Quinto Fabio (1779) a Modena. Compose anche lavori sacri in latino e in tedesco, a cappella e con accompagnamento orchestrale (incluso anche un Ave Maria per due voci e orchestra).
Bortnjanskij ritornò alla corte di San Pietroburgo nel 1779 dove fiorì creativamente. Egli compose almeno 4 opere (tutte in francese, con libretti di François-Germain La Fermière: Il falcone (1786), La festa del Signore (1786), Don Carlos (1786) e Il figlio rivale o la moderna Stratonice (1787). Nello stesso tempo scrisse alcune composizioni strumentali, tra i quali sonate per fortepiano e un quintetto per fortepiano e arpa, e un ciclo di canzoni francesi. Inoltre compose musica liturgica per la Chiesa ortodossa russa, combinando lo stile della musica sacra dell'Europa occidentale con quello della musica sacra dell'Europa orientale, ed incorporando anche la polifonia che aveva studiato in Italia; alcuni suoi lavori erano policorali, ovvero influenzati nella struttura dal tipico stile veneziano di Giovanni Gabrieli. Nel 1796 ricevette la nomina a Direttore del Coro della Cappella Imperiale, il primo russo a ricoprire tale carica. Grazie al grande strumento che ebbe a sua disposizione produsse moltissime composizioni tra cui, oltre 100 lavori sacri, 35 concerti sacri per coro a quarti parti e 10 per doppio coro, nonché cantate e inni.
Dmitrij Stepanovič Bortnjanskij morì a San Pietroburgo il 10 ottobre 1825, e fu sepolto nel monastero di Aleksandr Nevskij.

## Composizioni

### Opere
- Creonte (1776)
- Alcide (1778)
- Quinto Fabio (1779)
- Il falcone (1786)
- La festa del Signore (1786)
- Don Carlos (1786)
- Il figlio rivale o la moderna Stratonice (1787)

### Cori
- Da ispravitsja molitva moja
- Chiruvimskaja pesn'
- Concerto n. 24: Vozvedoch oči moji v gory
- Concerto n. 27: Glasom mojm ko Gospodu vozzvach
- Concerto n. 32: Skaži mi, Gospodi, končinu moju